# Pierre-Jean-Baptiste Constant de Suzannet
Pierre-Jean-Baptiste Constant de Suzannet (Chavagnes-en-Paillers, 13 febbraio 1772 – Aigrefeuille-sur-Maine, 21 giugno 1815) è stato un generale francese.
Fu un generale dell'Esercito cattolico e reale che combatté le Guerre di Vandea. Era cugino di un altro importante generale vandeano Henri de La Rochejaquelein.
Tornato dalle campagne militari del 1792 emigrò in Inghilterra e tornò in Francia con lo Sbarco a Quiberon, per partecipare alla Seconda guerra di Vandea sotto il comando del generale François Charette, dopo che questo venne giustiziato, raccolse le sue truppe e si rifugiò in Svizzera.
Poco dopo tornerà in Inghilterra e quindi sbarcherà nuovamente in Vandea per partecipare alla Terza guerra di Vandea nel 1799 raccogliendo gli uomini dell'esercito di Charette. Ma durante la guerra venne catturato e trascorse alcuni anni in carcere.
Fuggì nel 1803 in occasione del processo per il tentato assassinio di Napoleone Bonaparte, quindi tornerà in Inghilterra e insieme ad altri capi vandeani organizzerà un nuovo sbarco in Vandea, fu così uno dei maggiori promotori della Quarta guerra di Vandea scoppiata in seguito ai Cento giorni al cui termine verrà ripristinata la monarchia, con la salita al trono di Luigi XVIII di Francia.
 Suzannet però morirà il 21 giugno 1815 a Rocheservière a causa delle ferite riportate nella battaglia di Rocheservière contro il generale Jean Maximilien Lamarque.